# الملف اللولبي لناقل الحركة
الملف اللولبي لناقل الحركة (بالإنجليزية: transmission solenoid)‏ هو صمام كهربائية-هيدروليكي ويتحكم في تدفق الزيت إلى وخلال جميع أنحاء ناقل الحركة الأوتوماتيكي. يمكن أن تكون ملفات لولبية عادة مفتوحة أو مغلقة عادة بصورة طبيعية. ويعمل من خلال الجهد أو التيار الذي يتم تزويده عن طريق الكمبيوتر أو وحدة التحكم في السيارة.